# Kuzněckij most (stanice metra v Moskvě)
Kuzněckij most (rusky Кузнецкий мост) je stanice moskevského metra. Pojmenována je podle blízké ulice.

## Charakter stanice
Stanice se nachází v centrální části linky, je přestupní; tj. lze z ní přestoupit do stanice Lubjanka na první lince. Kuzněckij most je vybudován jako podzemní ražená (39,5 m pod povrchem země) trojlodní stanice; sloupová (první od roku 1950 – otevřena byla 17. prosince 1975). Výstup vede ze severovýchodního konce střední lodi, přestup pak z jihozápadního. Oba dva směřují přes eskalátorové tunely, kde jsou hlubinné tříramenné eskalátory domácí výroby.
Z architektonického úhlu pohledu je stanice provedena relativně stroze a odpovídá tendencím typickým pro 60. a 70. léta v architektuře moskevského metra. Stropy všech tří lodí jsou omítnuté, stěny za nástupišti a sloupy obkládá šedý mramor.

## Kuzněckij most v kultuře
Ve stanici Kuzněckij most se odehrává část děje knihy Metro 2033 od Dmitrije Gluchovského.